# Горштак (филм)
Горштак (енгл. Highlander) је амерички филм из 1986. који је режирао Расел Малкахи а у главним улогама су: Кристофер Ламбер, Шон Конери, Кленси Браун и Роксан Харт.

## Радња
У филму се говори о људима који су рођени с посебним даром од Бога, способношћу да достигну бесмртност, али само уколико током живота доживе природну смрт, јер у супротном, старе и умиру као и сви други људи. Након што доживе насилну смрт и тако активирају бесмртност, постају отпорни на старост и болест, добијају моћ регенерације услед повреде, а једини начин да умру је да им други бесмртник одсече главу. Чим се активира бесмртност, губи се моћ стварања потомства, а чим један бесмртник одсече главу другоме, црпи сву његову физичку снагу, али и сво знање које је он поседовао. Потенцијални бесмртници су постојали од праисторије до технолошке ере, само што већина њих никад није открила свој дар, већ су мирно живели, створили породице, остарили и умрли, док су неки од њих имали несрећу да доживе насилну смрт која им је активирала бесмртност у раном детињству или дубокој старости, те били осуђени да проведу целу вечност као беспомоћна деца или изнемогли старци, постајући тако лак плен за људе који су бесмртност достигли у својим најбољим годинама живота.
Конор Маклауд (кога тумачи Кристофер Ламбер) је рођен 1518. „у селу Гленфинан на обали језера Лох Шеј“. 1536. године његов клан је у рату са кланом Фрејзер и Конор креће у своју прву битку. Фрејзери сарађују са човеком по имену Курган (Кленси Браун), руским бесмртником који је препознао у Конору Бесмртника и нада се да ће у току битке имати прилику да убије Конора пре него што Конор постане свестан својих моћи. На бојном пољу, Конор је зачуђен што ниједан од Фрејзера неће да га нападне или да се бори са њим све док се не сретне са Курганом. Истог тренутка га спопада чудна бол (изазван близином другом Бесмртника). 
Курган смртно рањава Конора и спрема се да га обезглави, знајући да је Конорова рана неизлечива и да ће од ње умрети и тако активирати бесмртност, али се људи из Коноровог клана у правом тренутку умешају и успевају да то спрече. Клан Маклауда је у жалости за Конором али он изненада устаје, убрзо након своје „смрти“. Оптужујући га за бављење магијом, људи из Коноровог клана га премлаћују и спремају се да га спале на ломачи, али их његов рођак Ангус (Џејмс Козмо) убеђује да га не спаљују већ да га, уместо тога, протерају из клана. Он успева да спасе голи живот али је заувек прогнан из свог клана и родног места.
Маклауд временом постаје ковач у Гленку, где се венчава са Хедер (Бети Едни). Године 1541. проналази га много старији Бесмртник који му се представља као Хуан Санчез Вила-Лобос Рамирез (Шон Конери). Он му објашњава да се бол, који он осећа услед близине Хуана или Кургана, зове „убрзање“, које приморава Бесмртнике да се боре један против другог. Рамирез постаје Маклаудов тутор и учи га вештинама „бесмртништва“, начину борбе за „Награду“ и правилима „Игре“. „Игра“ се завршава када неколико преосталих Бесмртника дође на „Окупљање“, с' тим да „на крају, може бити само један“. Бесмртници могу умрети само ако им се одсече глава и могу избећи борбу само ако су на светој земљи.

## Улоге
| Глумац           | Улога                         |
| ---------------- | ----------------------------- |
| Кристофер Ламбер | Конор Маклауд/Расел Неш       |
| Роксан Харт      | Бренда Вајат                  |
| Кленси Браун     | Курган/Виктор Кругер          |
| Шон Конери       | Хуан Санчез Виљалобос Рамирез |
| Бити Едни        | Хедер Маклауд                 |
| Алан Норт        | поручник Френк Моран          |
| Џон Полито       | детектив Волтер Бедсо         |
| Пила Гиш         | Рејчел Еленстин               |
| Хју Кворши       | Санда Кастагир                |
| Кристофер Малком | Кирк Матунас                  |
| Питер Дајамонд   | Иман Фазил                    |
| Били Хартман     | Дугал Маклауд                 |
| Џејмс Козмо      | Ангус Маклауд                 |
| Силија Имри      | Кејт Маклауд                  |
| Алистер Финдли   | Мердок Фрејзер                |

## Зарада
- Зарада у САД - 5.900.000$